# Castell d'Ussé
El castell d'Ussé és una antiga residència real situada a la comuna de Rigny-Ussé, al departament d'Indre i Loira, França.
Forma part del conjunt dels castells del Loira que van ser declarats Patrimoni de la Humanitat per la Unesco l'any 2000.

## Història
Aquest baluard, construït a la vora del bosc de Chinon, amb vista al riu Indre, va ser fortificat al segle xi pel seigneur normand d'Ussé, Gueldin de Saumur, qui va envoltar el fort amb una estacada sobre una terrassa situada a gran altura. Més tard, quan el lloc va passar a estar sota possessió del Comte de Blois, es va reconstruir en pedra.
Al segle xv, Jean V de Bueil, un capità general de Carles VII, va comprar el castell després d'haver-se convertit en senyor d'Ussé l'any 1456 i va començar a reconstruir-ho en la dècada de 1460; el seu fill, Antoine de Bueil, va contreure matrimoni l'any 1462 amb Juana de Valois, la filla natural de Carles VII i Agnès Sorel, el dot de la qual va consistir en quaranta mil peces d'or. Antoine va anar acumulant cada vegada més deutes i l'any 1485 va haver de vendre el castell a Jacques d'Espinay, fill d'un camarlenc del duc de Bretanya i també camarlenc del rei. Espinay va construir la capella, que el seu fill Carles va completar l'any 1538 (i que presenta un estil gòtic flamíger combinat amb motius renaixentistes) i va procedir a reconstruir l'antic castell del segle xv, que va acabar convertit en una peça arquitectònica de l'estil propi dels segles xvi i xvii, el mateix aspecte que té en l'actualitat.

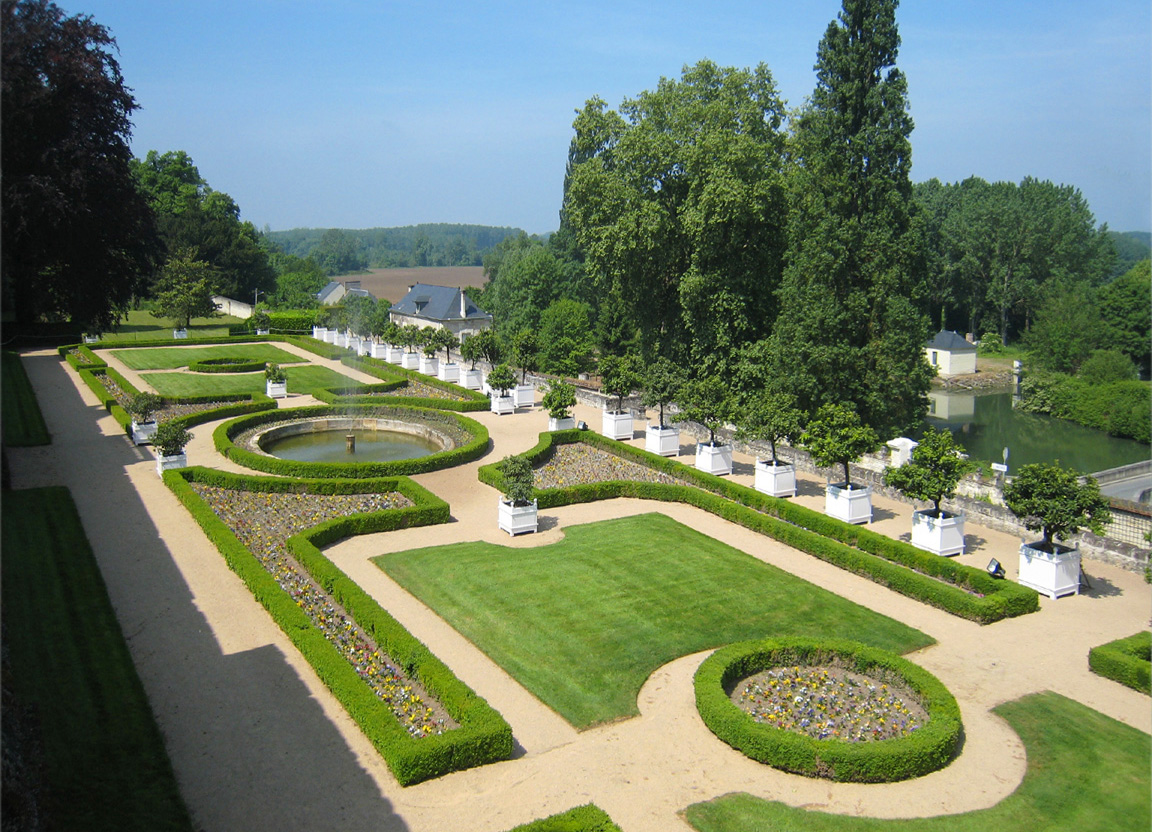
Tarongers a l'estiu, sobre la terrassa del castell.

Al segle xvii, Lluís I de Valentinay, interventor de les residències reals de França, va demolir el costat nord de diversos edificis per obrir el costat interior dels patis a l'espectacular vista de les terrasses tipus parterre, seguint un estil atribuït a André Le Nôtre. El gendre de Valentinay era l'enginyer militar Vauban, qui va visitar Ussé en diverses ocasions. Anys més tard, el castell va passar a ser propietat de la família Rohan. L'any 1807, el duc de Dures va comprar Ussé; al març de 1813, sis anys després, aquí es reunien partidaris de la restauració borbònica a França, tals com Trémouille, el duc de Fitzjames, Jules de Polignac, Ferrand, Montmorency i el duc de Rochefoucault. Va ser al castell on François-René de Chateaubriand va escriure el seu Mémoires d'Outre-Tombe, quan era un convidat de Claire de Dures.
L'any 1885, la comtessa de la Rochejaquelein va llegar Ussé al seu renebot, el comte de Blacas. En l'actualitat, el castell pertany als seus descendents.
L'any 1931, el Ministeri de Cultura de França va classificar el castell com a monument històric.

## En la cultura popular
Famós pel seu pintoresc aspecte, Ussé va ser el subjecte d'un pòster ferroviari francès creat pel Chemin de Fer de Paris à Orléans a la dècada de 1920 i va ser un dels nombrosos castells que van inspirar a Walt Disney en la creació dels palaus de les seves pel·lícules de dibuixos animats.
Segons la tradició del poble, el castell va ser la inspiració de Charles Perrault quan va escriure La bella dorment.